# Maxime Martin
 (mai 2023).
Maxime Martin, né le 20 mars 1986 à Uccle, est un pilote automobile belge. Son père Jean-Michel Martin est un ancien pilote devenu un des plus gros concessionnaires BMW de Belgique.

## Palmarès
- Mini Cooper Challenge
  - Vainqueur du challenge mondial en 2005
  - Vice-champion de Belgique en 2005

- Formule Renault 1.6 Belgique
  - 2 victoires en 2006

- Eurocup Mégane Trophy
  - Vice-champion en 2008
  - 7 victoire en 2007 et 2008

- Clio Cup
  - Champion de France en 2008
  - 3 victoires dans le championnat de France en 2008
  - 3 victoires dans le championnat de Belgique en 2008 et en 2009

- 25 Heures Fun Cup 
  - vainqueur en 2010
- 24 Heures de Spa ( Pole position en 2011 )
  - 36e en 2008 sur Gillet Vertigo STREIFF ( Abd)
  - 7e  en 2009 sur FORD GT et vainqueur de la catégorie GT3
  - 8e  en 2010 sur FORD GT
  - 54e en 2011 sur BMW Z4 GT3 ( DNF)
  - 4e  en 2012 sur BMW Z4 GT3
  - 31e en 2015 sur BMW Z4 GT3
  - 1er en 2016 sur BMW M6
  - 33e en 2017 sur BMW M6
  - 35e en 2018 sur Aston Martin Vantage
  - 20e en 2020 sur Aston Martin Vantage AMR GT3
  - 5e  en 2021 sur Porsche 911 GT3 R
  - 10e en 2022 sur Aston Martin Vantage AMR GT3
  - 6e  en 2023 sur BMW M4 GT3

- 24 Heures du Nürburgring
  - 4e  en 2012 sur BMW Z4 GT3 Marc VDS
  - 2e  en 2013 sur BMW Z4 GT3 Marc VDS
  - 2e  en 2015 sur BMW Z4 GT3 Marc VDS
  - 5e  en 2016 sur BMW M6 ROWE RACING
  - 10e en 2017 sur BMW M6 ROWE RACING
  - 4e  en 2018 sur ASTON MARTIN VANTAGE Aston martin racing
  - 7e  en 2020 sur porsche 911 GT3 Frikadelli Racing
  - 2e  en 2023 sur BMW M4 ROWE RACING

- ADAC GT Masters
  - 2 victoires en 2009 à Oschersleben sur une Alpina B6 GT3
  - 1 victoire en 2012 à Oschersleben sur une Alpina B6 GT3

- GT4 European Cup
  - 3 victoires en 2009 à Oschersleben et à Zolder avec le Ice Pol Race Team sur une Porsche 997 GT4

- Championnat d'Europe FIA GT3
  - 1 victoire en 2009 à Silverstone avec le AutoGT Racing sur une Morgan Aero SuperSports GT3

- Blancpain Endurance Series
  - 2 victoires en 2011 à Silverstone et à Magny-Cours avec le Marc VDS Racing Team sur une BMW Z4 GT3
  - ** 2 victoires en 2012 à Monza et à Silverstone avec le Marc VDS Racing Team sur une BMW Z4 GT3

- Championnat du monde FIA GT1
  - 4 victoires dans le Championnat du monde FIA GT1 2011 à Abou Dabi, au Sachsenring et à Ordos avec le Marc VDS Racing Team sur une Ford GT

- 24 Heures du Mans
  - 7e des 24 Heures du Mans 2011 avec le Kronos Racing sur une Lola-Aston Martin B09/60
  - Vainqueur dans la catégorie GTE Pro en 2020 avec Aston Martin Racing

- DTM
  - 3 victoires : 2014 Moscow Raceway BMW team RMG 2015 nürburgring BMW team RMG 2017 Norisring BMW team RBM

## Résultats aux 24 Heures du Mans
| Année | Équipe                             | Équipiers                             | Voiture                  | Classe  | Tours | Pos. | Class Pos. |
| ----- | ---------------------------------- | ------------------------------------- | ------------------------ | ------- | ----- | ---- | ---------- |
| 2011  | Kronos Racing Marc VDS Racing Team | Vanina Ickx Bas Leinders              | Lola-Aston Martin B09/60 | LMP1    | 328   | 7e   | 7e         |
| 2012  | OAK Racing                         | David Heinemeier Hansson Bas Leinders | Morgan LMP2-Nissan       | LMP2    | 341   | 14e  | 7e         |
| 2013  | Thiriet by TDS Racing              | Pierre Thiriet Ludovic Badey          | Oreca 03-Nissan          | LMP2    | 310   | Abd  | Abd        |
| 2018  | Aston Martin Racing                | Alex Lynn Jonathan Adam               | Aston Martin Vantage AMR | GTE Pro | 327   | 37e  | 13e        |
| 2019  | Aston Martin Racing                | Alex Lynn Jonathan Adam               | Aston Martin Vantage AMR | GTE Pro | 325   | 44e  | 12e        |
| 2020  | Aston Martin Racing                | Alex Lynn Harry Tincknell             | Aston Martin Vantage AMR | GTE Pro | 346   | 20e  | 1er        |
| 2021  | Hub Auto Racing                    | Álvaro Parente Dries Vanthoor         | Porsche 911 RSR-19       | GTE Pro | 227   | Abd  | Abd        |